# Runowo (gromada w powiecie lidzbarskim)
Runowo – dawna gromada, czyli najmniejsza jednostka podziału terytorialnego Polskiej Rzeczypospolitej Ludowej w latach 1954–1972.
Gromady, z gromadzkimi radami narodowymi (GRN) jako organami władzy najniższego stopnia na wsi, funkcjonowały od reformy reorganizującej administrację wiejską przeprowadzonej jesienią 1954 do momentu ich zniesienia z dniem 1 stycznia 1973, tym samym wypierając organizację gminną w latach 1954–1972.
Gromadę Runowo z siedzibą GRN w Runowie utworzono – jako jedną z 8759 gromad na obszarze Polski – w powiecie lidzbarskim w woj. olsztyńskim na mocy uchwały nr 16 WRN w Olsztynie z dnia 4 października 1954. W skład jednostki weszły obszary dotychczasowych gromad Runowo, Workiejmy i Ignalin ze zniesionej gminy Runowo oraz obszar dotychczasowej gromady Lauda ze zniesionej gminy Lidzbark Warmiński w tymże powiecie. Dla gromady ustalono 14 członków gromadzkiej rady narodowej.
1 stycznia 1958 z gromady Runowo wyłączono wieś Lauda, włączając ją do nowo utworzonej gromady Lidzbark Warmiński w tymże powiecie.
1 stycznia 1960 do gromady Runowo włączono obszar zniesionej gromady Babiak, a także wieś Łaniewo oraz leśniczówki Łaniewo i Zwierzyniec – ze zniesionej gromady Łaniewo w tymże powiecie.
31 grudnia 1961 do gromady Runowo włączono wsie Kaszuny i Miejska Wola, osadę Grabnik oraz leśniczówkę Krasny Dwór z gromady Lechowo w powiecie braniewskim w tymże województwie.
Gromada przetrwała do końca 1972 roku, czyli do kolejnej reformy gminnej. 1 stycznia 1973 w powiecie lidzbarskim reaktywowano gminę Runowo.